# Gonolobus roeanus
Gonolobus roeanus är en oleanderväxtart som beskrevs av Louis Otho Otto Williams. Gonolobus roeanus ingår i släktet Gonolobus och familjen oleanderväxter. Inga underarter finns listade i Catalogue of Life.